# 検流計

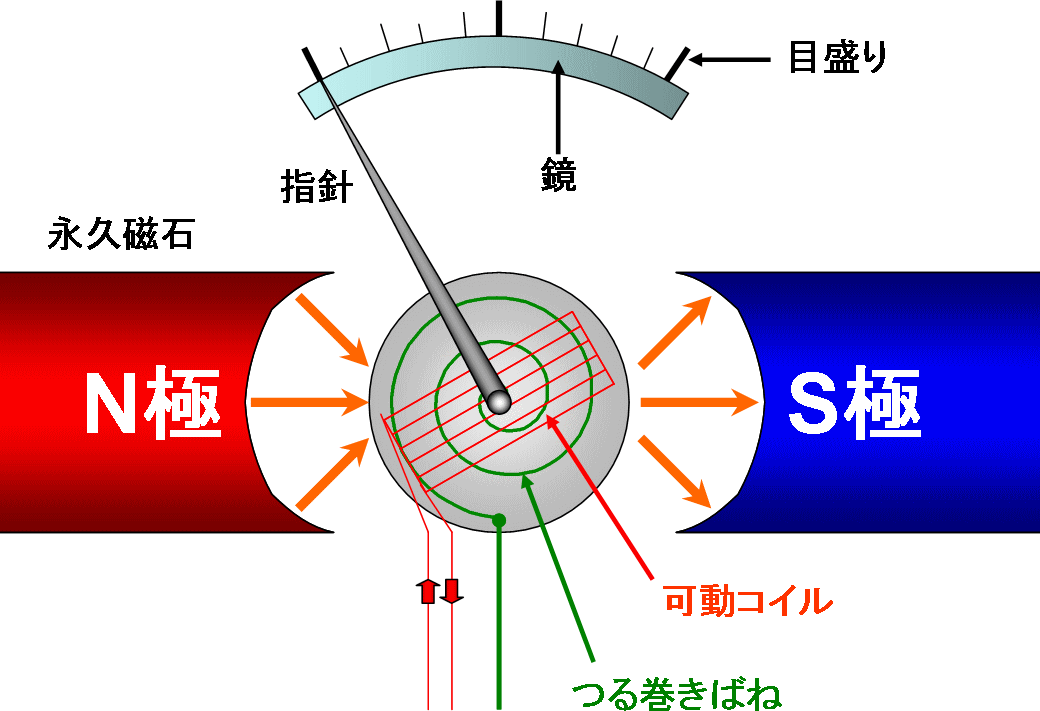
可動コイル形の検流計

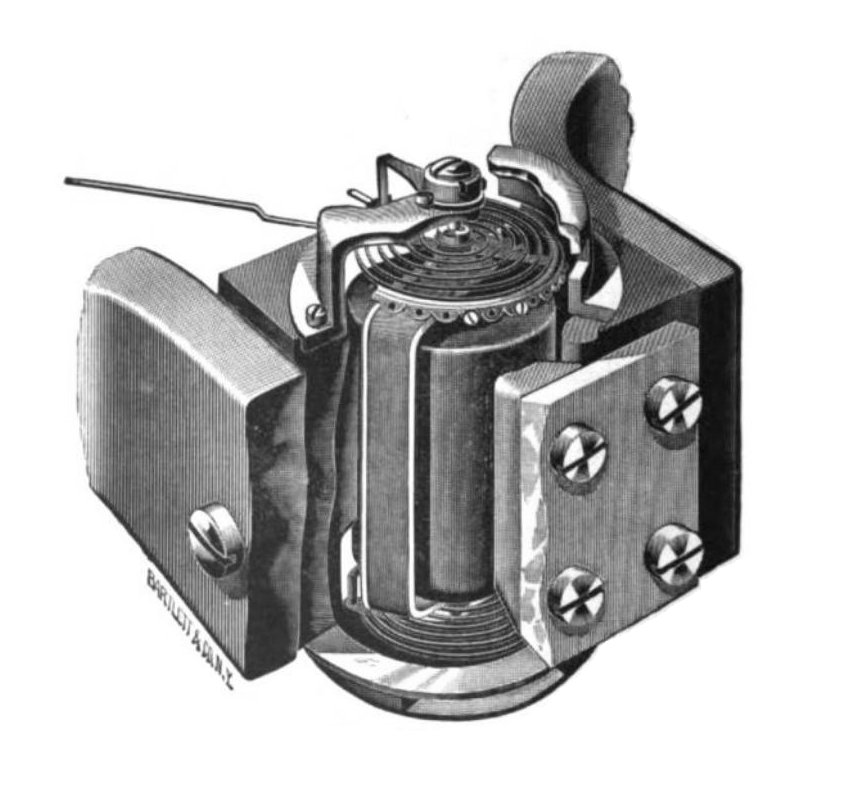
D'Arsonval/Weston ammeter movement from about 1900

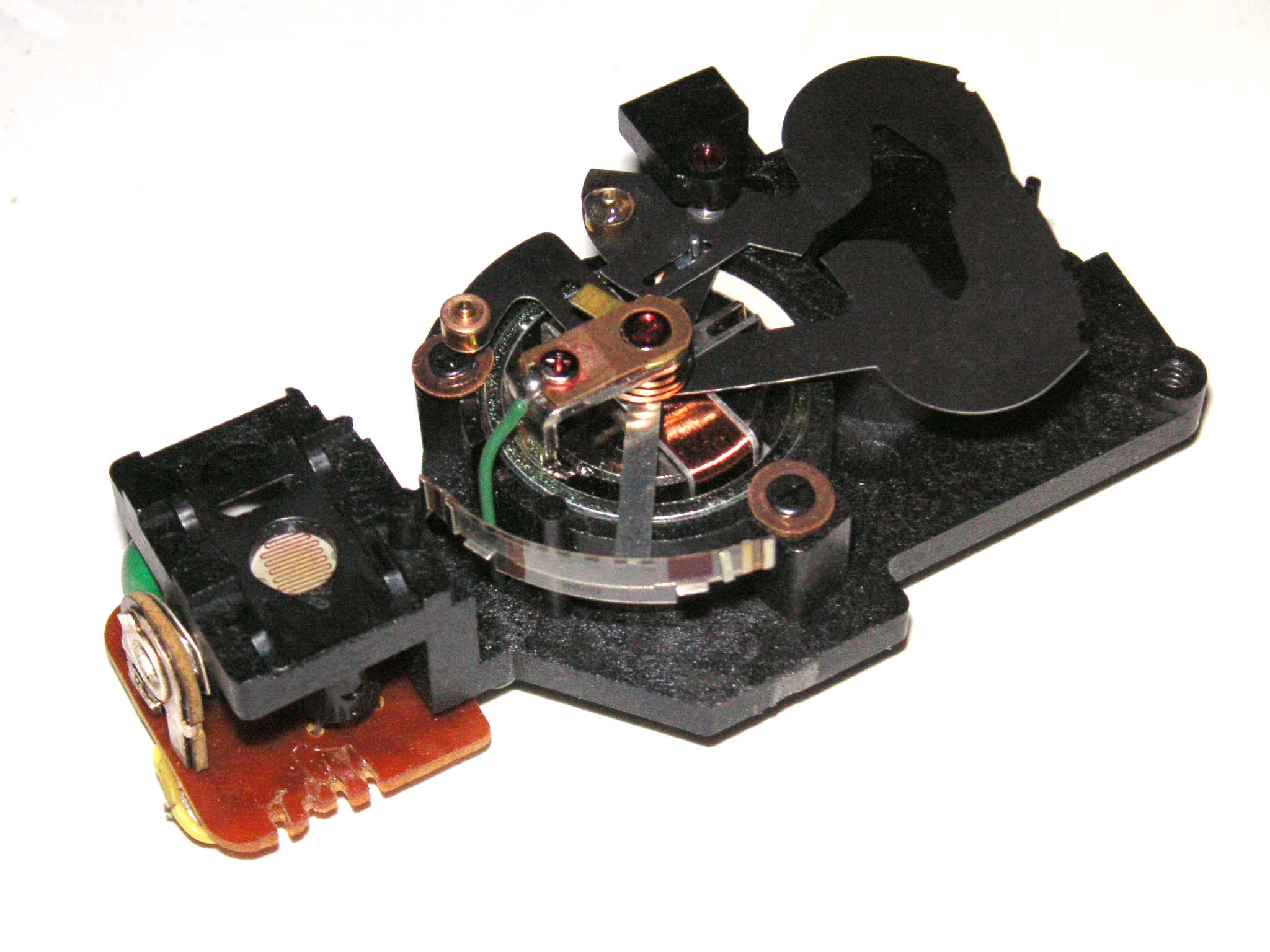
8 mmの自動露出にも使用されている。 ムービーカメラに設置されたガルバノメーター機構 (中央)とCdS 光抵抗素子 向かって左

検流計（けんりゅうけい、英語: galvanometer）あるいはガルバノメーターとは、電流を検出し、測定するための電気計器である。コイルを貫流する電流に応じて、指針（ポインター）が回転して偏向を作り出して円弧を通して測定量を示す電気機械変換器、トランスデューサー（指示電気計器）のひとつである。

## 概要
最もよく知られ、使用されている検流計は、メーター型（可動コイル形指示計器）と呼ばれるアナログの測定器（アナログ指示器）で、電気回路を通る直流（電荷の流れ）を測定するために使用される。その装置は永久磁石による磁場とワイヤーによる小さな回転するコイル（可動コイル）とで構成される。コイルは目盛り（スケール）の振られたスケールを横断する薄い指針に付けられる。小さなばね（つる巻きバネ）はゼロの位置にコイルと指針を引っ張る（制御力）。いくつかのメーターはばねと同じ効果を得るために、磁場は鉄片に影響させる。（可動鉄片形アナログ指示計器）
直流(DC)がコイルを通して流れるとき、コイルは磁場を発生させる。この磁場は、永久磁石とともに作用する。磁場はばねを押して、コイルが旋回し、指針が動く（駆動力）。指針は電流を示すスケールを指し示す。有用なメーターは、指針が滑らかに、余分な振動をせず（不足制動）に電流を追従する（臨界制動）ために、可動コイルおよび指針の機械共鳴を弱める為の準備を含んでいる（制動力）。（逆に振動を制動する力が大きすぎる状態を過制動という。可動コイル形電流計のステップ応答。）制動力を負荷する一例として電磁制動がある。
定格値よりも大きな電流を測定したい場合のために、その大きさの電流が読めるようなメーターの目盛りが複数ある。（測定可能範囲の変更）このように、より大きい電流を測定するために分流器（エアトン分流器や多レンジ方式の分流器などがある）と呼ばれる回路を使用する。メーターは直流の電圧計としてコイルの抵抗にフル・スケールの流れを発生させるために必要な電圧を計算（オームの法則）によってあらかじめ知っていれば、電圧計の目盛りを付けることができる。定格値以上の電圧を読むためには、回路に倍率器と呼ばれる抵抗を挿入することで可能となる。抵抗を多レンジで構成することにより、数種類のレンジが作れる。そして、測定に適したレンジを使用者が選択する。
メーターの指針は、メーターの目盛にある小さい間隔の間を指す場合もあり、このような場合、測定者は視差による誤差が生じることがある。これを解消するため、いくつかのメーターには目盛りに沿って鏡が設置されている。指針の頭部と鏡に映る指針の反射が一直線上に並ぶような場所で、目盛りを読む事で、視差による誤差の影響を最小限にすることができる。

## 種類
非常に敏感な測定をする設備として、指針の代わりに鏡を用いた鏡検流計を以前使用していた。鏡から反映された光のビームは、長く質量がないポインターの役割をした。そのような道具は、例えば、大西洋横断の早い電信通信システムのための受信機（レシーバー）として使用された。
検流計のメカニズムはアナログ・チャート式記録計のペンの位置を決めるために使用され、心電図を作るために使用された。（ストリップチャートレコーダー）

## 仕様
検流計はデジタルの計器のためにAD変換器(ADC)が取りつけられた。
例えば、パネル用デジタル計器(DPMs)と呼ばれ、伝統的なアナログのメーター機能を取り替えて利用可能にする、デジタル測定のシステムがある。

## 正接検流計
Tangent galvanometer: TG。検流計の一種。これは磁気の正接の法則に基づいて作用している。

### 構造
正接検流計は円形の非磁気のフレームの上に巻き上げされた被覆銅線の円形コイルから成る。フレームは基礎に基づいた水平になるねじと共に提供される水平の基礎に垂直に取り付けられる。コイルは、その中心を通り抜ける縦軸上で回転することができる。方位磁針の箱は円形のスケールの中心に水平に取付けられる。方位磁針の箱は円形をしている。それは、コイルの中心に旋回軸上に置かれた小さく強力な磁針から成る。磁針は、水平面の中で自由に回転することができる。円形のスケールは4つの四分円に分割される。各四分円は0°から90°まで目盛りを付けられる。長く薄いアルミニウムポインターはその中心において、それに対して直角に指針が取り付けられる。視差による誤差を避けるために、平面鏡は磁針の下に取り付けられる。

### 理論
電流が正接検流計を通り抜けるとき、磁界は{\displaystyle B={\mu _{0}nI \over 2r}}によって与えられた角で作成される。（I[A]:電流、n[巻]:コイルの巻き数、r[m]:コイルの半径）正接検流計が、コイルの平面が磁気子午線に沿っているような場所に置かれれば、すなわちBは{\displaystyle B_{H}}に垂直になり（{\displaystyle B_{H}}は地球磁界の水平分力）、針は結果に沿って静止する。
正接の法則より、 {\displaystyle B=B_{H}Tan\theta }、すなわち
{\displaystyle {\mu _{0}nI \over 2r}=B_{H}tan\theta }
または
{\displaystyle I=({2rB_{H} \over {\mu _{0}n}})Tan\theta }
または
{\displaystyle I=KTan\theta }
（Kは「Reduction Factor of the TG」と呼ばれる）

### 地磁気分野測定
地球磁場の水平分力の大きさを測定するのに正接検流計を使用することができる。

## 歴史
ガルバノメータ(galvanometer)の名はルイージ・ガルヴァーニ(Luigi Galvani)にちなむ。ガルヴァーニが発明したカエル肢を用いた検流器は電気学研究の初期に広く用いられていた。ウィリアム・トムソン（ケルヴィン卿）は検流計が発明された初期の応用について多くの業績があり、多数の記録を残している。最初の検流計は1820年9月16日にハレ大学のヨハン・シュヴァイガーが発明した。アンドレ＝マリ・アンペールも検流計の発明に貢献している。

## 用途
最も多い用途は計測分野である。直流電流の測定に用いられる。ムービングコイル型とムービングマグネット型がある。ムービングマグネット型の方が慣性質量が小さいため、メーターの針が敏感に反応する。コアレスモータに構造が似ている。
ホイートストンブリッジと組み合わせて微弱電流の測定にも使用される。